# ストルワート級音響測定艦
ストルワート級音響測定艦（英語: Stalwart-class ocean surveillance ship）は、アメリカ海軍の音響測定艦（T-AGOS）の艦級。1979年度から1987年度で18隻が建造された。

## 来歴
アメリカ海軍では、1940年代より海洋における音波伝搬の研究に着手した。これはまず、墜落した航空機搭乗員の位置を局限するシステムとして結実したが、低周波の遠距離伝播という特性から、まもなく潜水艦の広域捜索への応用可能性が注目され、1960年末よりSOSUSとして実戦配備された。当時、水上航走やシュノーケル航走が不要な原子力潜水艦の配備が進展したことで、レーダーやアクティブ・ソナーなどによる探知可能性は極めて低くなっていたのに対し、原子力潜水艦は常に原子炉や蒸気タービンからノイズを発生するという特性があり、パッシブ・ソナーによる聴知は有望と期待された。SOSUSはこのパッシブ対潜戦システムの中核として、対潜捜索に非常に活躍した。
しかしソビエト連邦は諜報活動などによってこのパッシブ対潜戦システムの重要性に気づき、1970年代中期より、ヴィクターIII型SSN（671RTM型）やチャーリーII型SSGN（670M型）、デルタ型SSBN（667B型）など、対抗策を講じて静粛性を格段に向上させた潜水艦の艦隊配備を開始した。これにより、アメリカ軍のパッシブ対潜戦システムの効果は減殺されはじめていた。
このことから、SOSUSを補完して機動的運用される広域捜索センサーとして開発されたのがSURTASSである。アメリカ海軍では、1960年代よりリニアアレイを用いた長距離探知の研究に着手しており、まず第一世代のシステムとして、1967年にAN/SQR-14、1971年にAN/SQR-15が配備されていた。SURTASSはAN/SQR-15を代替して、1984年より配備された。1985年には、SOSUSとSURTASSの組み合わせは、統合水中監視システム（IUSS）として認知された。そしてそのSURTASSの搭載艦として設計されたのが本級である。

## 設計
船体設計はポーハタン級艦隊航洋曳船との類似性が指摘されており、チャイン形状はフラットで、ビルジキールも省かれている。低速時の安定性が求められたこともあり、減揺装置としては減揺タンクが採用された。機関方式はディーゼル・エレクトリック方式で、電源としてはキャタピラー-カトーD-398Bディーゼルエンジンを原動機とする発電機4基を搭載した。これらの発電機から船内サービスにも給電されており、この用途への出力は1,500 kVAである。この他に出力265キロワットの非常発電機も搭載された。
上記の経緯より、本級の主要な装備となったのがAN/UQQ-2 SURTASSである。これは艦尾から曳航される長大なパッシブ・ソナー・アレイであり、収集された音響情報はAN/WSC-6衛星通信装置を介して地上の海軍海洋信号処理施設（Naval Ocean Processing Facility, NOPF）に転送され、SOSUSの受信信号とともに解析される。乗艦している技術者は、基本的には機器の維持管理にあたっている。なお任務の性格上、哨戒任務一回あたりの航海日数は60～90日間におよび、年に292日間は海に出ることになる。
なお、のちに一部の艦はSURTASSを撤去し、AN/SPS-40対空捜索レーダーを搭載して、麻薬密輸機の探知任務にあたった。

## 同型艦一覧
| #                    | 艦名                                                      | 就役            | 退役                                 | その後                                                                        |
| -------------------- | --------------------------------------------------------- | --------------- | ------------------------------------ | ----------------------------------------------------------------------------- |
| T-AGOS-1             | ストルワート USNS Stalwart                                | 1983年 7月11日  | 2002年 11月15日                      | ニューヨーク海事大学の実習船として再就役                                      |
| T-AGOS-2             | コンテンダー USNS Contender                               | 1984年 7月29日  | 1992年 12月11日                      | 合衆国商船大学の練習船として再就役                                            |
| T-AGOS-3             | ヴィンデケィター USNS Vindicator                          | 1984年 11月21日 | 1993年 6月30日                       | 沿岸警備隊、2001年からは海洋大気庁で再就役                                    |
| T-AGOS-4             | トライアンフ USNS Triumph                                 | 1985年 2月19日  | 1995年 1月6日                        |                                                                               |
| T-AGOS-5             | アシュアランス USNS Assurance                             | 1985年 5月1日   | 1995年 1月6日                        | ポルトガル海軍「アルミランテ・ガゴ・コーティーニョ」として再就役              |
| T-AGOS-6             | パーシスタント USNS Persistent                            | 1985年 8月14日  | 1994年 10月12日                      | グレートレイク海事大学の実習船として再就役                                    |
| T-AGOS-7             | インドミタブル USNS Indomitable                           | 1985年 12月1日  | 2002年 12月2日                       | 海洋大気庁の調査船として再就役                                                |
| T-AGOS-8             | プリヴェイル USNS Prevail                                 | 1986年 3月4日   | 2003年10月17日、雑役船に類別変更     | 2003年10月17日、雑役船に類別変更                                              |
| T-AGOS-9             | アサーティヴ USNS Assertive                               | 1986年 9月8日   | 2004年 3月3日                        | シアトル海事大学の実習船として再就役                                          |
| T-AGOS-10 → T-AGM 24 | インヴィンシブル USNS Invincible                          | 1987年 1月30日  | 2000年、ミサイル追跡艦として類別変更 | 2000年、ミサイル追跡艦として類別変更                                          |
| T-AGOS-11            | オーダシャス USNS Audacious                               | 1989年 6月12日  | 1996年 12月9日                       | ポルトガル海軍「ドン・カルロスI世」として再就役                               |
| T-AGOS-12            | ヴィゴロス USNS Vigorous→ ボルド USNS Bold                | 1989年 10月16日 | 2004年 3月3日                        | 環境保護庁の調査船として再就役                                                |
| T-AGOS-13            | アドヴェンテュラス USNS Adventurous                       | 1988年 8月19日  | 1992年 6月5日                        | 海洋大気庁の調査船として再就役                                                |
| T-AGOS-14            | ウォーシー USNS Worthy                                    | 1989年 4月7日   | 1993年 5月20日                       | 1995年、アメリカ陸軍のミサイル追跡艦として再就役                              |
| T-AGOS-15            | タイタン USNS Titan                                       | 1989年 3月8日   | 1993年 8月31日                       | 海洋大気庁の調査船として再就役                                                |
| T-AGOS-16            | ケイパブル USNS Capable                                   | 1989年 6月9日   | 2004年 9月14日                       | 海洋大気庁の調査船として再就役                                                |
| T-AGOS-17            | イントレピッド USNS Intrepid→ テネイシャス USNS Tenacious | 1989年 9月29日  | 1997年 2月6日                        | ニュージーランド海軍「レゾリューション」として再就役 2014年には中国企業に売却 |
| T-AGOS-18            | リレントレス USNS Relentless                              | 1990年 1月12日  | 1993年 3月17日                       | 海洋大気庁の調査船として再就役                                                |